# Tetanospazmina
Tetanospazmina – ciepłochwiejna (wrażliwa na wysoką temperaturę) neurotoksyna wytwarzana przez bakterie Clostridium tetani (laseczka tężca), stanowiąca główny czynnik patogenności wymienionej bakterii. Toksyna ta kodowana jest na plazmidzie i uwalniania jest podczas lizy komórki. Tetanospazmina blokuje neuroprzekaźniki (glicyna, kwas gamma-aminomasłowy), co prowadzi do porażenia spastycznego. Tetanospazmina jest toksyną typu A-B. Część A jest odpowiedzialna za właściwości toksyczne, tworzy ją lekki łańcuch polipeptydowy, a część B odpowiedzialna jest za wiązanie z polisialogangliozydami i glikoproteinami neuronów motorycznych i zbudowana jest z ciężkiego łańcucha polipetydowego.